# Полицейска академия (филм)
„Полицейска академия“ (на английски: Police Academy) е американска комедия от 1984 година на режисьора Хю Уилсън, по сценарий на Нийл Израел, Пат Профт и Хю Уилсън, във филма участват Стийв Гутенбърг, Ким Катрал, Буба Смит, Джордж Гейнс и Джордж Уилям Бейли. Той е натрупал приблизително 146 милиона долара в световен мащаб и е реализирал още шест филма в поредицата на „Полицейска академия“. Филмът излиза на екран на 23 март 1984 г.

## Сюжет
Събира се нова група новаци за полицейската академия. Но тази група е от неудачници, скици и образи, които представят нещо повече от екшън, смях и комедия. Тръгнат ли по улиците след тяхното обучение никой няма да може да ги спре да се справят с престъпността и боклука, по начини които само те си знаят.

## В ролите
| Изпълнител          | Роля                   |
| ------------------- | ---------------------- |
| Стийв Гутенбърг     | Кадет Кери Махони      |
| Ким Катрал          | Кадет Карън Томпсън    |
| Буба Смит           | Кадет Моузес Хайтауър  |
| Донован Скот        | Кадет Лесли Барбара    |
| Майкъл Уинслоу      | Кадет Ларвъл Джоунс    |
| Андрю Рубин         | Кадет Джордж Мартин    |
| Дейвид Граф         | Кадет Юджийн Таклибери |
| Брус Малер          | Кадет Дъглас Факлър    |
| Марион Рамзи        | Кадет Левърн Хук       |
| Брант Фон Хофман    | Кадет Кайл Бланкес     |
| Скот Томсън         | Кадет Чад Копланд      |
| Джордж Гейнс        | Комендант Ерик Ласард  |
| Джордж Уилям Бейли  | Лейтенант Тадеус Харис |
| Лесли Истърнбрук    | Сержант Деби Калахан   |
| Джордж Р. Робъртсън | Шеф Хенри Дж. Хърст    |

## Дублажи

### Брайт Айдиас (1991)
| Озвучаващи артисти | Елза Лалева Марин Янев Георги Новаков Стефан Стефанов |

### TITLE.BG (2009)
| Преводач            | Иво Иванов                                                   |
| Тонрежисьор         | Петър Макавеев                                               |
| Режисьор на дублажа | Тодор Георгиев                                               |
| Озвучаващи артисти  | Лиза Шопова Марин Янев Емил Емилов Петър Калчев Цветан Ватев |

### Про Филмс (2021)
| Преводач            | Иво Иванов                                                                 |
| Тонрежисьор         | Марио Иванов                                                               |
| Режисьор на дублажа | Добрин Добрев                                                              |
| Озвучаващи артисти  | Гергана Стоянова Георги Стоянов Сотир Мелев Борис Кашев Александър Воронов |

## Филми от поредицата за „Полицейска академия“
Поредицата „Полицейска академия“ включва 7 филма:
- „Полицейска академия“ (1984)
- „Полицейска академия 2: Тяхното първо назначение“ (1985)
- „Полицейска академия 3: Отново в академията“ (1986)
- „Полицейска академия 4: Градски патрул“ (1987)
- „Полицейска академия 5: Мисия в Маями“ (1988)
- „Полицейска академия 6: Град под обсада“ (1989)
- „Полицейска академия 7: Мисия в Москва“ (1994)